# La Quietud
La quietud es una película dramática argentina de 2018 escrita, producida, montada y dirigida por Pablo Trapero. Está protagonizada por la argentina Martina Gusmán y la franco-argentina nominada al Óscar Bérénice Bejo.
La película fue seleccionada para participar en la 75° edición del Festival de Venecia en la sección oficial.

## Sinopsis
La Quietud es una idílica estancia familiar donde Mía (Martina Gusmán) creció con sus padres. Una situación inesperada la obliga a reunirse con su hermana Eugenia (Bérénice Bejo), quien regresa tras varios años viviendo en París. El reencuentro ocurre bajo la mirada implacable de su madre, Esmeralda (Graciela Borges). Un nuevo giro hará que el marido de Eugenia, Vincent (Edgar Ramírez), llegue a La Quietud y junto a Esteban (Joaquín Furriel), escribano y amigo de la familia, se sumerjan en una trama íntima repleta de secretos. Sin embargo, tarde o temprano, Mía y Eugenia deberán enfrentar una verdad capaz de cambiarlo todo.

## Reparto
- Martina Gusmán como Mía Montemayor.
- Bérénice Bejo como Eugenia Montemayor.
- Graciela Borges como Esmeralda Montemayor.
- Isidoro Tolcachir como Augusto Montemayor.
- Joaquín Furriel como Esteban.
- Édgar Ramírez como Vincent.
- Noemí Sayago como Raquel.
- Carlos Rivkin como Nicanor.
- Marcos Pitrau como Hijo menor de Esteban.
- Alejandro Viola como fiscal.
- Juan Carlos Giordano (Extra - Lujan Bs.As.)

## Premios y nominaciones

### Participación en festivales de cine
| Festival            | Fecha de evento                          | Categoría                         | Premio             |       |
| ------------------- | ---------------------------------------- | --------------------------------- | ------------------ | ----- |
| Festival de Toronto | 6 al 16 de septiembre de 2018            | Presentaciones especiales         | Solo participación | [ 3 ] |
| Festival de Venecia | 28 de septiembre al 8 de octubre de 2018 | Sección oficial Fuera de concurso | Solo participación | [ 2 ] |